# Stars in My Pocket Like Grains of Sand
Stars in My Pocket Like Grains of Sand est un roman de science-fiction de Samuel R. Delany paru en 1984. Il fait partie de ce qui aurait dû devenir un « diptyque », selon la description de l'auteur , dont la seconde moitié, The Splendor and Misery of Bodies, of Cities, reste inachevée.

## Résumé

### Contexte
Le roman se déroule dans un futur lointain dans lequel diverses sociétés humaines se sont développées sur près de 6 000 planètes. Un grand nombre de ces planètes sont partagés avec des espèces non-humaines intelligentes, une seule espèce extraterrestre (les Xlvs) possédant la technologie permettant de voyager plus vite que la lumière.  Afin de trouver une défense stable contre un phénomène connu sous le nom de « Fugue culturelle » (un processus par lequel « les pressions socio-économiques atteignent un point de perturbation technologique où la population détruit complètement toute vie sur la surface planétaire du monde qu'elle habite »), de nombreux mondes humains se sont alignés sur l'une des deux grandes factions existantes : la Sygn, qui promeut et célèbre la diversité sociale, et la Famille, qui promeut l'adhésion à une norme idéalisée de relations humaines calquée sur la famille nucléaire.

### Prologue: A World Apart
Le roman s'ouvre sur un prologue se déroulant sur la planète Rhyonon. Korga, jeune homme de grande taille, considéré comme « laid » et inadapté, subit la procédure RAT (Radical Anxiety Termination) une forme de psychochirurgie, après laquelle il est censé volontairement abdiquer sa liberté pour devenir un esclave, mais en contrepartie il devient « heureux ». Après l'opération, il est appelé Rat Korga, et vit sous la tutelle successive de plusieurs maîtres, jusqu'à ce que toute vie à la surface du monde de Rat Korga soit détruite par un incendie.

### Monologues: Visible and Invisible Persons Distributed in Space
On ne sait pas si le monde de Rat Korga a été détruit par la Fugue culturelle ou par le mystérieux vaisseau spatial Xlv, présent dans le système Rhyonon lorsque la catastrophe s'est produite. Rat Korga se trouve alors sous terre dans une pièce réfrigérée, ce qui lui permet de survivre même s'il est gravement blessé. Il est donc le seul être humain connu à avoir survécu à la destruction de son monde, et peut-être à la fugue culturelle. Selon Reid-Pharr, Rat Korga représente les vestiges d'un désastre. Il rappelle par sa présence la possibilité d'une fugue culturelle et de la destruction d'une planète, ce qui fait partie de ce qui le rend si attrayant pour les habitants de Velm.
L'action se déplace ensuite vers Velm, un monde aligné sur Sygn que l'humanité partage avec son espèce intelligente native à trois sexes, l'evelm, et où les relations sexuelles prennent de nombreuses formes : monogames, promiscuité, anonymes et inter-espèces. La résidente Marq Dyeth est une « diplomate industrielle » qui aide à gérer le transfert de technologie entre différentes sociétés. Marq Dyeth est informée par un associé du puissant et mystérieux Web, une organisation qui gère les flux d'informations entre les mondes, que Rat Korga serait son partenaire sexuel parfait. Le Web équipe Rat Korga avec une prothèse, appelée « anneaux de Vondramach Okk », un tyran qui régnait autrefois sur dix planètes et employé d'un des ancêtres de Marq). Cette prothèse lui redonne des capacités perdue à cause de la procédure RAT. Le Web envoie ensuite Rat Korga à Velm en le présentant comme étudiant et Marq et lui débutent une liaison amoureuse et sexuelle.
Durant le temps qu'ils passent ensemble, Korga et Marq partent à la chasse au dragon, une pratique que Korga confond initialement avec la capture et la mise à mort de dragons. Cependant, lorsqu'il frappe un dragon avec son arc, Korga commence voir à travers les yeux du dragon et expérimente ce que vit le dragon, ce qui l'incite à annoncer par la suite  «J'étais un dragon !», et lui fait prendre conscience qu'aucun dragon ne sera tué pendant cette « chasse ». Alors qu'ils retournent dans la ville de Morgre, où se trouve Dyethsome, la maison ancestrale de Marq, ils remarquent un grand rassemblement de personnes. Ils cherchent refuge pour échapper à la foule qui les poursuit, semblant vouloir voir Rat Korga, avec des connaissances de l'amie de Marq, Santine. L'une des personnes avec laquelle ils se trouvent, JoBonnot, les informe que le souper informel prévu par la sœur de Marq, Black Lars, a été annulé. Cependant, Marq découvre plus tard que le souper n'a pas été annulé mais transformé en un « souper formel ».
Korga et Marq retournent à Dyethshome où ils assistent au souper au cours duquel les convives se nourrissent entre eux avec leurs mains. Le repas officiel est organisé en l'honneur de la famille Thants, originaire de la planète de glace Zetzor. Les Thant ont pour projet de déménager à Nepiy afin de devenir une « Focus Unit », à travers laquelle ils agiront en tant que représentants des valeurs défendues par la famille. Le dîner devient bientôt chaotique en raison de la présence perturbatrice des Thants et de la foule toujours croissante qui se masse à l'extérieur par intérêt envers Rat Korga. Marq entend les Thant faire des commentaires désobligeants envers les evelmi et traiter les habitants du sud de Velm de « pervers amoureux de lézards ». 
Peu de temps après, Rat Korga est forcé de quitter Velm. marq et lui sont définitevement séparés. Selon Avilez, Rat représente le secret caché de ce qui est arrivé à Rhyanon, une catastrophe qui a provoqué un grand bouleversement dans la société et constitue de ce fait une menace pour le Web.

### Epilogue: Morning
Marq contemple perte de son amant Rat Korga. Elle apprend par Japril, un de ses amis sur le Web qui a organisé sa première rencontre avec Korga, que leur expérience n'a pas fonctionné et qu'il était trop dangereux de laisser Korga sur Velm, en raison de la menace de fugue culturelle qu'il représentait. Le lectorat en apprend davantage sur les nuances de l'attirance sexuelle de Marq et de son désir pour Korga. Selon Avilez, le désir de Marq pour Korga perturbait trop le pouvoir du Web.

## Thèmes majeurs

### Une subjectivité fracturée
Thomas Foster est d'avis que Stars in My Pocket Like Grains of Sand traite de la « subjectivité fracturée » comme d'une condition naturelle en représentant « des formations et pratiques raciales, sexuelles et familières non normatives » comme normales dans le monde de Marq. Citant directement le roman, Foster affirme que le « projet utopique de ce roman réside dans sa tentative d'imaginer un cadre futur dans lequel « le sujet fragmenté » est le plus sain, le plus heureux et le plus créatif parce que la société et l'économie s'arrangent ... pour que l'unité et la centralité ne soient pas des questions pertinentes »,. Ce thème de l'identité fracturée constitue une partie de la critique postmoderne de Delany de l'identité qui traite les catégories sociales comme la race, la sexualité, le genre et la classe comme absolues et statique.

### Nettoyage
Robert F. Reid-Pharr soutient dans son essai Clean, que Delany réalise avec ce roman « une thématisation des façons complexes dont le spectacle de l'identité masculine gay est établi à travers un ensemble de pratiques essentiellement rituelles dans lesquelles l'homme gay est considéré comme propre ou plus précisément en train de nettoyer ». Le personnage de Korga et son passage à travers les procédures RAT vers la libération puis vers un esclavage corporatif sont révélateurs ce processus dans le roman de Delany. Robert F. Reid-Pharr suggère qu'il y a aussi un lien dans cette méthode de construction identitaire entre la position du sujet masculin gay et celle de l'esclave africain-américain.
Delany explore les enjeux liées au métissage à travers son traitement la famille Thant dans le roman. Les Thant n'approuvent pas la mixité de la famille Dyeth, une famille adoptive qui comprend à la fois des humains et des evelmi. Les evelmi sont une espèce  d'êtres dotés  six pattes, de plusieurs langues et de trois sexes. Ils sont les habitants originaux de leur planète, Velm.
Delany aborde dans le roman la question du consentement en ce qui concerne spécifiquement l'esclavage, en décrivant des personnages, comme Rat Korga, qui ont la possibilité de choisir de devenir esclave. De fait, on ne peut pas être asservi dans le roman, sans consentement explicite. Ceci est illustré dans un passage au début du roman, lorsque la personne qui gère le processus RAT  demande à Rat Korga de consentir verbalement. « Dis oui. Nous avons besoin d’une empreinte vocale du mot exact ; ceci est en cours d’enregistrement. Sinon, ce n'est pas légal.».

### Genre et sexualité
Selon Paivi Väätänen, Samuel R. Delany change la logique du genre, de la sexualité et du langage, en déroutant son lectorat, mais en perpétuant un rejet progressiste de l'hétéronormativité. L'identité sexuelle est extrêmement libérée à Morgre en raison de l'alignement politique du sud de Velm avec les Sygn. Bien que l’homosexualité ne soit pas trop répandue, elle est acceptée, normalisée et évoquée librement. Marq explique que dans la ville de Morgre, il existe « des types de sexualité plus variées » qu'à la périphérie. À Morgre, chaque personne, y compris evelmi, est étiquetée comme femme et l'utilisation de pronoms féminins est la plus courante. Pour ceux que l’on trouve sexuellement désirables, on utilise les pronoms « il/lui ». Lorsque Korga remarque que sur Rhyanon, les gens parlent à la fois de femmes et d'hommes, Marq répond : « Je connais le mot « homme ». . . C'est un terme archaïque. Vous le lirez un jour dans un vieux texte ou un autre ». Les humains sont appelés hommes ou femmes, en fonction de leurs organes sexuels, même si la plupart du temps, le lectorat ne sait pas si une personne est un homme ou une femme. Il est dit que les evelmi peuvent être des hommes, des femmes ou des neutres (qui peuvent toutes tomber enceintes) mais des evelmi particuliers ne sont jamais identifiées comme telles. Cette ambiguïté et cette fluidité sexuelle et de genre déconstruit la structure binaire de l’identité.
Sur la planète d'orifgine de Rat Korga, Rhyanon, non seulement les relations sexuelles entre deux hommes sont illégales jusqu'à l'âge de vingt-sept ans, mais il est également illégal à tout moment pour une personne de petite taille (comme Marq) et une personne de grande taille (comme Korga) d'avoir des contacts sexuels l'une avec l'autre. L'esclavage et les réglementations radicales des attirances sexuelles sont deux exemples de la nature extrêmement conservatrice de Rhyanon. Selon Väätänen, comme ces lois restent largement inexpliquées au cours du roman, le lectorat est obligé de réfléchir aux lois réelles qui régissent la sexualité dans sa propre société.
Stars in My Pocket Like Grains of Sand parle d'un avenir lointain, mais les idées que Delany exprime sont le reflet du monde contemporain. Delany  a déclaré lui-même : « La science-fiction ne concerne pas « l’avenir ». La science-fiction dialogue avec le présent … [l'écrivain de science-fiction] se livre à une distorsion significative du présent qui établit un dialogue riche et complexe avec l'ici et maintenant du lectorat. » Alors que Stars in My Pocket Like Grains of Sand propose une relation alternative et non conventionnelle entre l'humanité et le monde naturel, Delany rappelle au lectorat qu'il faut rester critique quant à la mesure avec laquelle ces distorsions sociales du roman sont réellement si « éloignées » de son ordre social réel. En conséquence, Stars in My Pocket Like Grains of Sand critique et perturbe la compréhension contemporaine du monde, que ce soit par l'usage que Delany fait des pronoms genrés, la façon qu'il a de redéfinir la famille et la parenté ou l'introduction du concept de technicité en tant que mode de différenciation sociale et d'appartenance basé sur la technologie. En forçant le lecteur à passer constamment par ces ruptures et fissures dans sa compréhension sociale, Delany révèle « le caractère arbitraire de ces signifiants, leur contingence et leur ouverture à la recontextualisation… alors qu'ils se déplacent à travers les mondes, au propre comme au figuré ».

## Liens avec les autres travaux de Samuel Delany
Stars in My Pocket Like Grains of Sand comporte un certain nombre d'éléments d'intrigue similaires à certains éléments du roman Triton. On note la présence dans les deux romans du « service d'information générale (SIG) », bien qu'il soit plus sophistiqué dans Stars (il suffit de penser à une question pour que le SIG place la connaissance dans son esprit, contrairement au SIG de Triton qui répond à des questions avec des machines similaires à ordinateurs modernes). Les deux romans présentent également des versions hors sol et institutionnalisées d’espaces de croisière pour hommes gays, bien que ces espaces restent accessibles et ouverts à tous les genres et préférences sexuelles. Dans dans Triton, le protagoniste visite un tel espace sous la forme d'un club couvert, tandis que dans Stars in My Pocket Like Grains of Sand, les protagonistes visitent l'une des nombreuses « pistes » en forme de parc de leur ville réservées à cet effet. Enfin, le conflit Famille/Sygn dans Stars in My Pocket Like Grains of Sand est similaire au conflit entre les systèmes sociaux de la Terre et les Satellites Extérieurs dans Triton ; un « Sygn » est présent à Triton, mais il s'agit d'un culte religieux mineur mentionné très brièvement.
La nouvelle de Delany » Omegahelm » (dans Oui, et Gomorrhe, et d'autres histoires) se déroule dans le même univers que celui de Stars in My Pocket Like Grains of Sand ; Delany y aborde l'histoire de de Vondramach Okk (voir ci-dessus) et de sa seule tentative d'avoir un enfant.
Times Square Red, Times Square Blue, deux essais non-fictionnels écrits par Delany, comprennent aussi des descriptions de rencontres homosexuelles sexuelles inter-classes, inter-ethniques et non monogames similaires à celles explorées par Marq et Korga.

## The Splendor and Misery of Bodies, of Cities
Toutes les éditions de Stars in My Pocket Like Grains of Sand contiennent une note de l'auteur précisant qu'il s'agit de la première moitié d'un diptyque dont la seconde moitié est le roman The Splendor and Misery of Bodies, of Cities. Il s'agit du titre de que Richard Howard a donné à l'avant-propos de sa traduction des Fleurs du Mal de Baudelaire. Un extrait de Splendor a été imprimé dans la Review of Contemporary Fiction en septembre 1996. Dans une interview donnée en  2001,  Delany indique :
Le livre est conçu comme un roman urbain. En gros, les personnages principaux, Rat et Marq, essaient de s'installer dans une ville de l'autre côté de la planète Velm par rapport à l'endroit où Marq est née et a grandi. Ensuite, les deux doivent  voyager en direction de  Dyethshome, dans le cadre d'un voyage éducatif à travers le monde de Marq. Au fil du temps, un certain nombre de choses qui semblaient autrefois assez justes dans le premier volume du roman  se révèlent après examen moins agréables dans le deuxième volume.
Le roman Splendor est inachevé et il est peu probable qu’il le soit un jour. Delany a donné deux raisons à ceci dans divers écrits et apparitions publiques. Premièrement, une grande partie de l’élan créatif pour ces deux romans est venue de sa relation avec son partenaire d’alors, Frank Romeo, à qui le roman est dédié. Cette relation ayant pris fin peu de temps après la publication du roman, cela a supprimé une grande partie de l'énergie créatrice de Delany pour terminer le livre. Deuxièmement, le roman a été publié au moment même où le SIDA est devenu une épidémie dans la communauté gay dans laquelle Delany était immergé. Il a dès lors eu du  mal à continuer à écrire sur un sujet qui décrivait la scène culturelle sexuelle qui a donné lieu à une épidémie ayant causé la mort de beaucoup de gens proches de lui.
Stars in My Pocket Like Grains of Sand était considéré comme le dernier des grands projets de science-fiction de Delany jusqu'à ce que paraisse en  2012, Through the Valley of the Nest of Spiders. Comme on le voit dans 1984 : Selected Letters, au moment de la publication Stars in My Pocket Like Grains of Sand, sa relation avec son éditeur, Bantam, s'est rompue à la suite d'un désaccord majeur. Bantam refusait d'imprimer le dernier volume de la série Nevèrÿon, Return to Nevèrÿon (finalement publié par Arbour Maison sous un autre titre). Les œuvres de de Delany furent largement épuisées dans les années qui suivirent et il se tourna vers le monde universitaire pour gagner sa vie, prenant son premier poste de professeur en 1988, à l'Université du Massachusetts à Amherst.

## Réception
Dave Langford a produit une analyse critique Stars in My Pocket Like Grains of Sand pour White Dwarf #81, et a déclaré que « Ni le mystère ni la romance ne sont résolus, tout cela étant conservé pour le tome deux – craintivement intitulé The Splendor and Misery of Bodies, of Cities. Le premier tome est brillant, inégal, insupportable, une pièce importante de la SF ».

## Dans la culture populaire
- Le premier album du groupe musical britannique Opus III, Mind Fruit, comprenait la chanson Stars in my Pocket, avec des paroles faisant référence au roman.
- Référencé par Cam O'bi dans la chanson de Noname Diddy Bop, tirée de sa mixtape Telefone.
- Le deuxième album du groupe hip-hop Clipping est un album-concept de science-fiction intitulé Splendor & Misery.

## Éditions
- Bantam, 1984, 368 pages, couverture rigide. (ISBN 978-0-553-05053-0)
- Bantam Spectra, 1985, 368 pages, livre de poche. (ISBN 978-0-553-25149-4)
- QPB/Bantam, 1985, 368 pages, livre de poche. pas d'ISBN
- Grafton/Panther, 1986, 464 pages, livre de poche,  (ISBN 978-0-586-06749-9)
- Bantam Spectra, 1990, 385 pages, livre de poche, (ISBN 978-0-553-25149-4), ajoute une postface de 10 pages sur le postmodernisme
- Wesleyan University Press, 2004, 356 pages, livre de poche. (ISBN 978-0-8195-6714-7), ajoute un avant-propos de Carl Freedman